# Nancy Carroll
Nancy Carroll (19 de noviembre de 1903 – 6 de agosto de 1965) fue una actriz teatral y cinematográfica de nacionalidad estadounidense.

## Biografía
Su verdadero nombre era Ann Verónica Lahiff, y nació en Nueva York. De orígenes irlandeses, ella y su hermana interpretaron un número de baile en un concurso de aficionados de índole local, lo cual fue el primer paso para poder iniciar su carrera teatral y cinematográfica. Sus inicios como actriz teatral tuvieron lugar en musicales representados en el circuito de Broadway. Esta experiencia musical le facilitó el llegar a ser una actriz de éxito en el cine sonoro, actuando en películas musicales de la década de 1930. Su debut en el cine se produjo en 1927 en el film Ladies Must Dress.
En 1928 Carroll rodó ocho cintas. Una de ellas, Easy Come, Easy Go, coprotagonizada por Richard Dix, le dio el estrellato. En 1930 fue nominada al Oscar a la mejor actriz por su actuación en The Devil's Holiday. De entre sus otras películas destacan Laughter (1930), Paramount on Parade (1930), Hot Saturday (1932, con Cary Grant y Randolph Scott), The Kiss Before the Mirror (1933, dirigida por James Whale), y Broken Lullaby, también titulada The Man I Killed (1932, dirigida por Ernst Lubitsch).
Con un contrato con Paramount Pictures, Carroll a menudo se resistía a interpretar los papeles que le ofrecían, por lo que se ganó la reputación de ser una actriz recalcitrante y poco cooperadora. A pesar de su habilidad para abordar las comedias ligeras, los melodramas lacrimógenos, e incluso los musicales, y a pesar de conseguir los elogios de la crítica y del público (recibía más cartas de admiradores que cualquier otra estrella de los años treinta), el estudio la despidió. Mediada la década de 1930, bajo contrato con Columbia Pictures rodó cuatro películas de escasa importancia, y a partir de entonces no volvió a trabajar en producciones de primera clase.
Carroll se retiró del cine en 1938, volviendo al teatro y protagonizando la serie televisiva The Aldrich Family en 1950. El año siguiente actuó en la producción televisiva The Egg and I, en la cual actuaba su hija, Patricia Kirkland.
Nancy Carroll falleció en 1965 en Nueva York, a causa de un aneurisma. Tenía 61 años de edad. Fue enterrada en el Cementerio Calvary del barrio neoyorquino de Woodside. 
Por su contribución al cine a Carroll se le concedió una estrella en el Paseo de la Fama de Hollywood, en el 1725 de Vine Street.

## Filmografía
| Cine       | Cine                                                | Cine                            | Cine                                                                       |
| Año        | Título                                              | Personaje                       | Observaciones                                                              |
| ---------- | --------------------------------------------------- | ------------------------------- | -------------------------------------------------------------------------- |
| 1927       | Ladies Must Dress                                   | Mazie                           |                                                                            |
| 1928       | Abie's Irish Rose (La rosa de Irlanda)              | Rosemary Murphy                 |                                                                            |
| 1928       | Easy Come, Easy Go                                  | Barbara Quayle                  |                                                                            |
| 1928       | Chicken a La King                                   | Maisie Devoe                    |                                                                            |
| 1928       | The Water Hole                                      | Judith Endicott                 |                                                                            |
| 1928       | Manhattan Cocktail                                  | Babs Clark                      | Film perdido, salvo una escena de un minuto realizada por Slavko Vorkapich |
| 1928       | The Shopworn Angel (El ángel pecador)               | Daisy Heath                     |                                                                            |
| 1929       | The Wolf of Wall Street (El lobo de Wall Street)    | Gert                            |                                                                            |
| 1929       | Sin Sister                                          | Pearl                           |                                                                            |
| 1929       | Close Harmony (Jazz band)                           | Marjorie Merwin                 |                                                                            |
| 1929       | The Dance of Life                                   | Bonny Lee King                  |                                                                            |
| 1929       | Illusion                                            | Claire Jernigan                 |                                                                            |
| 1929       | Sweetie                                             | Barbara Pell                    |                                                                            |
| 1930       | Dangerous Paradise (Paraíso peligroso)              | Alma                            | Otro título: Two Against Death                                             |
| 1930       | Honey                                               | Olivia Dangerfield              |                                                                            |
| 1930       | The Devil's Holiday                                 | Hallie Hobart                   | Nominada al Oscar a la mejor actriz                                        |
| 1930       | Laughter                                            | Peggy Gibson                    |                                                                            |
| 1930       | Paramount on Parade                                 | Como ella misma                 | Cameo                                                                      |
| 1930       | Follow Thru                                         | Lora Moore                      |                                                                            |
| 1931       | Stolen Heaven                                       | Mary                            |                                                                            |
| 1931       | Night Angel (El ángel de la noche)                  | Yula Martini                    |                                                                            |
| 1931       | Personal Maid                                       | Nora Ryan                       |                                                                            |
| 1932       | Broken Lullaby (Remordimiento)                      | Fraulein Elsa                   | Otro título: The Man I Killed                                              |
| 1932       | Wayward                                             | Daisy Frost                     |                                                                            |
| 1932       | Hot Saturday (Sábado de juerga)                     | Ruth Brock                      |                                                                            |
| 1932       | Scarlet Dawn (Amanecer escarlata)                   | Tanyusha Krasnoff               |                                                                            |
| 1932       | Under-Cover Man                                     | Lora Madigan                    |                                                                            |
| 1933       | Child of Manhattan (¡Por qué te quiero!)            | Madeleine McGonegle             |                                                                            |
| 1933       | The Woman Accused (La mujer acusada)                | Glenda O'Brien                  |                                                                            |
| 1933       | The Kiss Before the Mirror (El beso ante el espejo) | Maria Held                      |                                                                            |
| 1933       | I Love That Man                                     | Grace Clark                     |                                                                            |
| 1934       | Springtime for Henry                                | Julia Jelliwell                 |                                                                            |
| 1934       | Transatlantic Merry-Go-Round                        | Sally Marsh                     | Otro título: Keep 'Em Laughing                                             |
| 1934       | Jealousy                                            | Josephine "Jo" Douglas O'Roarke |                                                                            |
| 1935       | I'll Love You Always                                | Nora Clegg                      |                                                                            |
| 1935       | After the Dance                                     | Anne Taylor                     |                                                                            |
| 1935       | Atlantic Adventure                                  | Helen Murdock                   |                                                                            |
| 1938       | That Certain Age                                    | Grace Bristow                   |                                                                            |
| 1938       | There Goes My Heart (Se ha perdido una millonaria)  | Dorothy Moore                   |                                                                            |
| Televisión |                                                     |                                 |                                                                            |
| Año        | Título                                              | Papel                           | Observaciones                                                              |
| 1950–1951  | The Aldrich Family                                  | Alice Aldrich n.º 2             | Episodios desconocidos                                                     |
| 1951       | Faith Baldwin Romance Theatre                       |                                 | 1 episodio                                                                 |
| 1951       | The Egg and I                                       | La madre de Betty               | Episodios desconocidos                                                     |
| 1959       | The Adventures of Ellery Queen                      | Fanny Wilson                    | 1 episodio                                                                 |
| 1961       | Naked City                                          | Bernice Hacker                  | 1 episodio                                                                 |
| 1962       | The United States Steel Hour                        |                                 | 2 episodios                                                                |
| 1963       | Rockabye the Infantry                               | Hortense Tyler                  | Telefilme                                                                  |
| 1963       | Going My Way                                        | Nora Callahan                   | 1 episodio                                                                 |

## Premios y distinciones
Premios Óscar
| Año  | Categoría               | Película                   | Resultado |
| ---- | ----------------------- | -------------------------- | --------- |
| 1930 | Óscar a la mejor actriz | Las vacaciones del demonio | Nominada  |